# Трако-славяно-български комитет
Трако-славяно-българският комитет е организация на българите в новообразуваното Кралство Гърция, сред които най-многочислени са македонските българи. Учреден е през 1843 г. в Атина под председателството на Хаджи Христо Българина.
Комитетът е многоброен и включва българи участници в гръцката завера – преселници в свободната и независима държава, за да избегнат турските репресии. Освен българи в младото кралство пристигат гърци – бежанци от Мала Азия, които са най-многочислените. Пред гръцките правителства възниква проблем с изхранването, респективно с оземляването на всички тези бежанци. Проектира се създаването на колонии от бившите бойци, които да се превърнат в селскостопански производители. Замисля се оземляването на българи, албанци, сулиоти и власи със земя в Акарнания.
Гръцките правителства по разни причини не пристъпват към решителни мерки в тази насока и на практика голяма част от придошлите отвън въстаници остават без препитание, превръщайки се в благодатна почва за патриотарска и войнолюбива пропаганда и те се използват много умело до 1860-те години от различните политически водачи в младото гръцко кралство.